# Brachylomia rectifascia
Brachylomia rectifascia là một loài bướm đêm trong họ Noctuidae.